# 神代団地
神代団地（じんだいだんち）は、東京都調布市西つつじケ丘と、一部が狛江市西野川に跨がる住宅団地（公団住宅）。日本住宅公団（現：都市再生機構）によって建設され、1965年（昭和40年）7月26日 に入居を開始した。最寄り駅は京王線つつじヶ丘駅。

## 概要
団地の造成がはじまるまで、このあたりは「金子たんぼ」と呼ばれる農村地帯だった。金子たんぼは地元では「泥っ田」とも呼ばれ、野川が頻繁に氾濫することで、田んぼは常に沼地状態で、農業をするための環境としては必ずしも好条件ではなかった。終戦直後、食料増産を目的とした国による土地改良事業がスタートし、金子たんぼも事業指定地に認定され、一帯の地中には何千本という土管が埋め込まれ、排水機能を向上される土地改良が行われた。
ところが、水はけが良くなったと思ったら、頼りにしていた地下水は干上がってしまった。あらためて野川から水を引き込もうとしても、生活排水による汚濁で水質が悪化し、米作りには不適だと判断された。そんな折の1959年（昭和34年）、公団から団地開発の話が舞い込んだ。公団は都心にも近い、この農村地帯に土地売却を促した。
農民たちの間では侃々諤々の議論があったというが、水不足によって将来の展望を描くことができない状況のなか、交渉は3年で決着がついた。1962年（昭和37年）、農地は坪1万3000円から4000円で公団に売却され、大規模な団地造成工事が始まり、住棟完成を受け、1965年（昭和40年）7月から入居が開始となった。
「神代」の名称は、つつじケ丘地区が属していた旧町名「神代町」に由来し、同時期に入居が始まった調布市・狛江市にまたがる大規模団地としては、東京都住宅供給公社が建設した多摩川住宅がある。

### 住棟
全59棟2,022戸で構成され、野川の北側は1〜44号棟と58・59号棟、南側はそれ以外の45〜57号棟で、そのうち南側の54〜57号棟の4棟のみ狛江市に属する。33・35号棟は店舗兼住居として商店街を構成し、34号棟は住居兼マーケットのほか郵便局、銀行出張所（ATM）が含まれ、40号棟には管理事務所、58号棟には診療所が入る。また59号棟は1987年（昭和62年）に建設された新しい住棟である。
東西に野川が流れていることから、調整池は無い。しかし団地建設当初は野川の大規模な流路変更の途上 に当たっており、新しい流路は東京都道114号武蔵野狛江線（松原通り）の付近で止まり、下流はまだ掘削中で、先行して整備された団地内の流路部分は、現在の護岸に沿って高谷橋付近を中心とした池となっていた。

## ゆかりの作品
かつての風景を偲ぶ資料として、神代団地が登場するテレビドラマ等を挙げる。
1960年代
- 泣いてたまるか（国際放映・TBS）
  - 第5話「二人になりたいッ」（1966年） - 新築の団地に越してきた新婚夫婦（渥美清、広瀬みさ）の物語。冒頭で走る引越しトラックが野川（池）の水面に映る描写がある。また、19・20号棟の西側には見通しの良い野原が広がり、近くの田んぼで捕ってきたおたまじゃくしの「足が伸びた」と喜ぶシーンがある。野川沿いのクリニック（58号棟）建物には神代診療所の表記が見られる。白黒作品。
  - 第39話「あゝ純情くん」（1967年） - 31号棟南の公園や遊歩道の当時の様子がよくわかる。野川沿いの道路を渥美清が歩くシーンがある。
  - 第66話「おゝ怪獣日本一」（1968年） - 渥美が演ずる怪獣着ぐるみ役者が住んでいる。
- ウルトラマン（円谷プロ・TBS）
  - 第27話「怪獣殿下（後編）」（1967年） - 冒頭で車が走り抜ける数秒のシーンに使用。高谷橋のすぐ下に野川（池）の水面が見える。

1970年代
- 団地妻 昼下りの情事（日活）（1971年）
  - 日活ロマンポルノの第1作[10]。監督・西村昭五郎、主演・白川和子。日活調布撮影所に最も近い団地であることから撮影場所に選ばれる[3]。一時期は団地妻の舞台として、好事家がわざわざ見学に訪れることもあった[3]。
- 太陽にほえろ!（東宝/NTV）
  - 第48話「影への挑戦」（1973年） - 関係する新婚夫婦が38号棟に居住する設定。マカロニ刑事（萩原健一）が43号棟の屋上で、ボスの藤堂（石原裕次郎）が高谷橋の脇で張り込みをする。
  - 第59話「生命の代償」（1973年） - ゲスト主演のサラリーマン（小山田宗徳）一家が39号棟に居住。ジーパン刑事（松田優作）が訪問し少年と38号棟東の公園でキャッチボールをする。
- 高校教師（東宝/東京12ch） 
  - 第6話「女の友情は傷つかない」（1974年） - 主人公の少女が当団地に居住する設定で、22号棟付近の様子が写る。なお、第10話でも当団地が登場する。
- 大都会 闘いの日々（石原プロ/NTV）
  - 第27話「雨だれ」（1976年） - 容疑者が26号棟の一室に立てこもる設定で、31号棟南の公園に捜査本部が設置され深町（佐藤慶）が捜査の指揮を執る。小金橋でパトカーによる検問など全編にわたり周囲の様子が見られる。
- いろはの"い"（東宝/NTV）
  - 第13話「仲人」（1976年） - ゲスト主演の刑事（竜崎勝）が当団地に居住する設定で、野川沿いや39号棟西の公園の様子が映る。
- ふしぎ犬トントン（国際放映/フジテレビ、1978年） - 主人公の少年（坂上忍）が当団地に居住する設定で、当団地周辺の風景がほぼ毎話映し出された。

## 居住していた有名人
- 高田純次 - 13号棟の502号室
- 小川菜摘 - 12号棟